# Nathalie Léger
Nathalie Léger (Parigi, 20 settembre 1960) è una scrittrice francese.

## Biografia
Nata a Parigi nel 1960, vive e lavora tra la capitale francese e Caen.
Commissaria dell'Exposition Roland Barthes 2002-2003 e dell'Exposition Samuel Beckett 2007 entrambe svoltesi al Centro Georges Pompidou, ha pubblicato la sua prima biografia, Les Vies silencieuses de Samuel Beckett, nel 2006.
Con la seconda opera, L'Exposition, pubblicata nel 2008 e incentrata sulla figura della contessa Virginia Oldoini, ha vinto l'anno successivo il Prix Lavinal.
Nel 2012 ha dato alle stampe Suite per Barbara Loden, biografia dell'attrice e regista statunitense Barbara Loden, aggiudicandosi il Prix du Livre Inter.
Con il suo quarto saggio, La Robe blanche dedicato all'artista italiana Pippa Bacca assassinata nel 2008, ha ottenuto nel 2018 il Prix Wepler.
Dopo aver ricoperto l'incarico di direttrice scientifica dal 1998 e direttrice aggiunta dal 2008, nel 2013 è stata nominata direttrice generale dell'Institut mémoires de l'édition contemporaine.

## Opere

### Saggi e Memoir
- Les Vies silencieuses de Samuel Beckett (2006)
- L'Exposition (2008)
- Suite per Barbara Loden (Supplément à la vie de Barbara Loden, 2012), Roma, La Nuova Frontiera, 2020 traduzione di Tiziana Lo Porto ISBN 978-88-8373-374-1.
- La Robe blanche (2018)

### Curatele
- Dove lei non è (Journal de deuil, 2009) di Roland Barthes, Torino, Einaudi, 2010 traduzione di Valerio Magrelli ISBN 978-88-06-20087-9.

## Premi e riconoscimenti
- Prix Lavinal Printemps des lecteurs: 2009 vincitrice con L'Exposition
- Prix du Livre Inter: 2012 vincitrice con Suite per Barbara Loden
- Prix Wepler: 2018 vincitrice con La Robe blanche